# Dearest Blue
《Dearest Blue》是LiLiM DARKNESS在2016年5月27日發售的戀愛冒險類型成人遊戲，BLUE系列的第8個作品，遊戲的主題是「偏愛」。後來陸續改編成小說和OVA。

## 故事
暗戀鳳理央的高塚真守在某夜得知理央成為有錢人每年舉辦名為「Sacrifice」遊戲的祭品，玩家得到理央的貞操澤將是這場遊戲的勝利者。真守也因此被迫參加「Sacrifice」，為了守護理央而來到經紀公司「オータムコーポレーション」打工來阻礙其他玩家接近理央。

## 角色
高塚真守
本作男主角。碧之葉學園（碧ノ葉学園）學生會的副會長，理央的青梅竹馬。被迫參加「Sacrifice」，玩家暱稱是「mouse」（老鼠）。
鳳理央（聲優：あかしゆき）
生日：7月16日　身高：160cm　血型：A型　三圍：B87（E）/W57/H86
碧之葉學園學生會的會長，有錢大小姐，オータムコーポレーション所屬的偶像。母親已過世，目前和義父鳳悟志同住。暗戀真守但又不想坦白。不懂世事缺乏危機感。
芳川乃亞（聲優：綾瀬あかり）
生日：2月24日　身高：155cm　血型：O型　三圍：B95（I）/W59/H88
オータムコーポレーション所屬的偶像。其他學校的學生，比理央更早進入演藝界。
鳳悟志（聲優：野☆球）
理央的義父，「Sacrifice」的主辦者之一，玩家暱稱是「halk」（老鷹）。雖然身為理央的義父但想將女兒培養成自己理想的女人並且獨佔。
劍崎遼馬（聲優：水樹空）
理央的經紀人。「Sacrifice」的參加者之一，玩家暱稱是「fox」（狐狸）。受他人委託而參加遊戲，因為其他理由而想保護理央。
秋津川仁作（聲優：植木亨）
オータムコーポレーション的社長。「Sacrifice」的參加者之一，玩家暱稱是「grizzly」（熊）。
梶原修也（聲優：Lee）
オータムコーポレーション的歌手兼作曲家。「Sacrifice」的參加者之一，玩家暱稱是「crocodile」（鱷魚）。
哀田賢文（聲優：永倉仁八）
碧之葉學園學生會的會計。「Sacrifice」的參加者之一，玩家暱稱是「python」（蟒蛇）。暗戀鳳理央也因此敵視真守。

## 主題曲
片頭曲「侵食のサクリファイス」
作詞：天ヶ咲麗　作曲/編曲：橋咲透　歌手：nao

## OVA
| 集數 | 標題                     | 發售日        |
| ---- | ------------------------ | ------------- |
| 1    | DearestBlue ～アイドル～ | 2024年4月26日 |
| 2    | DearestBlue ～サレドル～ | 2024年8月30日 |
| 3    | DearestBlue ～デレドル～ | 2025年4月25日 |

## 外部連結
- 官方網站（页面存档备份，存于）（日語）